# Télécentre

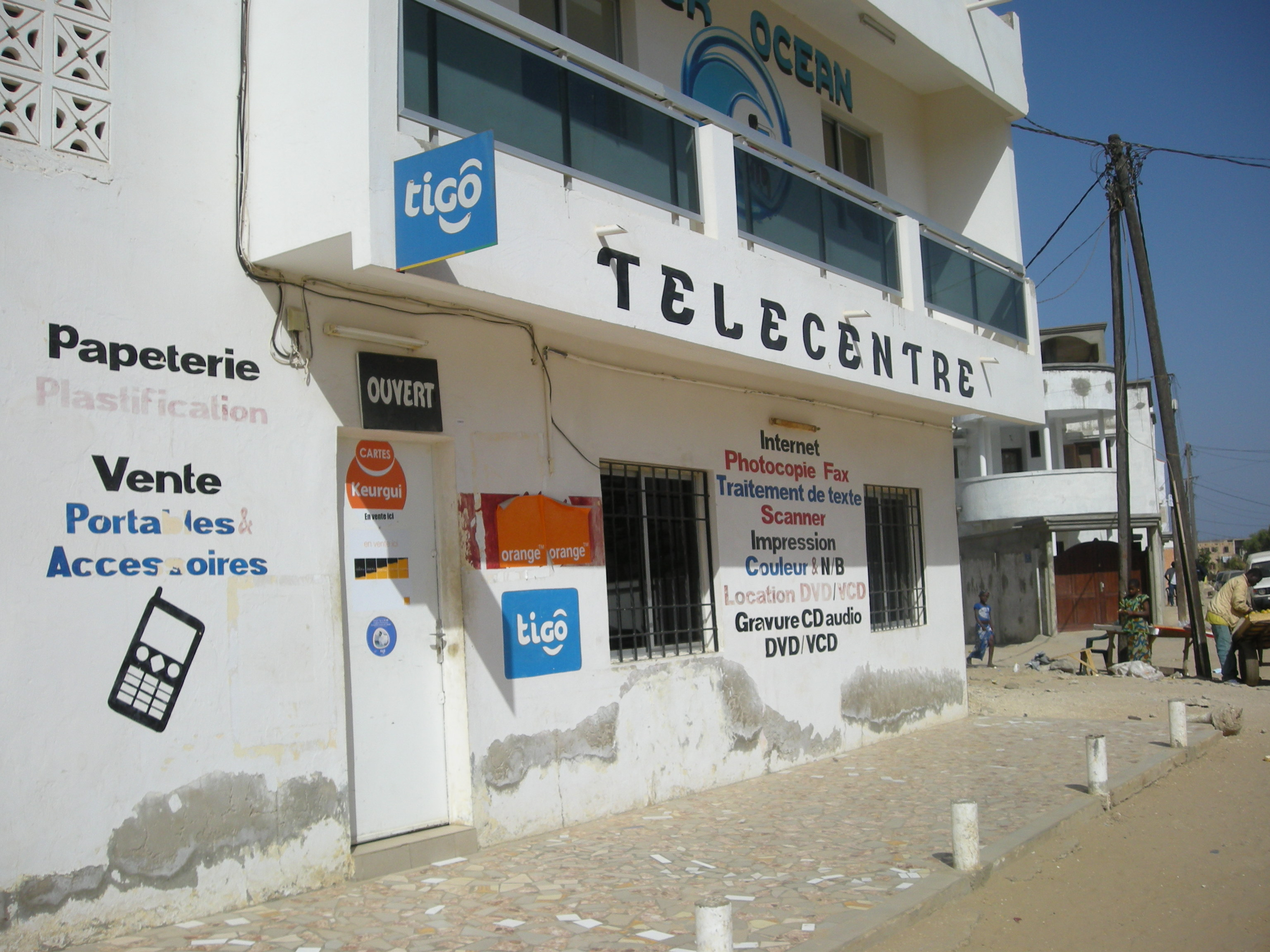
Un télécentre à Yoff (Dakar).

Un télécentre est un espace public grâce auquel des utilisateurs peuvent avoir accès à des ordinateurs, à l’Internet et à d’autres technologies de l'information et de la communication, pour leur permettre de collecter de l’information, de l'emmagasiner, de la traiter et de la communiquer, tout en facilitant une meilleure connaissance et une meilleure expertise pratique des systèmes numériques (concept de "digital literacy" ou « culture numérique »).
Si chaque télécentre est spécifique, l’objectif commun est d’utiliser les technologies de l'information et de la communication pour soutenir le développement social, économique et culturel en réduisant l’isolement des personnes, en comblant la fracture numérique, en contribuant à résoudre des problèmes de santé, en créant de nouvelles opportunités d'activités sur le plan économique ou en offrant à la jeunesse un moyen d’expression et d’engagement. Bref, un télécentre est un instrument au service d'une communauté dans divers domaines.
Les télécentres existent partout dans le monde, sous des noms différents en fonction des pays ou des initiateurs du projet (association, entrepreneur individuel, société privée ou encore l'État ou une collectivité territoriale).
Il existe une grande variété de télécentres selon le statut et les objectifs, selon les services offerts et selon le contexte local (rural ou urbain) ou national (pays industrialisé ou pays en développement). Centre de téléservice communautaire, telecottage, télékiosque, cybercafé, infocentre, centre communautaire multimédia, cyberbase, cybercentre, espace public numérique sont des exemples d'appellation de télécentres traduisant parfois une catégorie particulière.

## Définitions
Exemples de définitions de base des télécentres:
- "Un télécentre est un lieu où l'accès du public à la communication et information pour le développement économique, social et culturel est fourni par l'informatique" (Gaston Zongo, programme Acacia du CRDI 1999)
- "Un télécentre fournit des services d'information et de communication nécessaires à la communauté locale". (Steve Cisler)
- "Tous les télécentres ont pour but de stimuler et de satisfaire la demande de services d'information et de communication, cependant chaque télécentre est susceptible d'avoir ses propres caractéristiques en adéquation avec les besoins de la communauté" (Mike Jensen et Anriette Esterhuysen)[1].
- "Un Télécentre Communautaire est un centre local qui offre une partie ou la totalité des services suivants : services d'informations, services des télécommunications et des données à tous les membres de la communauté. À cet effet, le Télécentre utilise les ressources des télécommunications et de l'informatique, comme facteur de développement socio- culturel, économique et politique" (Marcel Lucas Mahoukou)[2]
- Un telecottages est un centre de services communautaires où l'information, l'assistance et l'aide sont disponibles et où n'importe qui peut utiliser les technologies de l'information et de la communication (TIC) et accéder à Internet. Les utilisateurs des telecottages peuvent solliciter, diffuser, enregistrer, analyser, ou simplement accéder à l'information. Les telecottages apportent des informations à la population locale et fournissent des occasions d'utiliser l’information de différentes façons: pour travailler, pour apprendre ou tout simplement pour jouer[3].

## Objectif des télécentres
L'objectif des télécentres est de fournir une gamme de services d'informations et de communications répondant aux besoins d'une communauté en partageant des installations techniques et en fournissant une assistance adéquate. Cet objectif est assuré en mettant à la disposition des personnes utilisant le télécentre un ensemble de ressources que ces personnes ne pourraient pas se permettre de posséder individuellement (en raison d’un coût trop élevé par rapport aux revenus de ces personnes) ou d’utiliser (systèmes trop compliqués par rapport à leurs capacités personnelles). Cet objectif concerne surtout les télécentres communautaires dans les pays en développement visant à desservir des villages ou des quartiers défavorisés.
Les télécentres sont aussi très utiles pour des personnes en voyage ou en déplacement qui ont besoin momentanément d'outils de bureautique et de communication et d'accès aux réseaux de télécommunications et à Internet. Cet objectif concerne les cybercafés situés dans des zones denses urbaines et lieux de passage.
L'objectif des télécottages dans les pays européens est de servir une communauté rurale ou périurbaine en partageant un local et des équipements de TIC pour favoriser le télétravail et les activités culturelles.

## Historique des télécentres
Les premiers télécentres ont été créés dans les années 1980 en Suède (avec Henning Albrechtsen qui a créé le premier télécentre à Vamdalen en Suède en 1985), au Danemark, au Royaume-Uni, en Hongrie et en France (avec Jean Paul Leclercq et son projet ARV en Auvergne).  Il s’agissait de partager des équipements d’informatique et de télécommunications dans des villages isolés, car à cette époque, ces équipements étaient encore peu répandus en milieu rural.
Au cours des années 1990, des institutions internationales (UIT, UNESCO, FAO, etc.) ont développé des projets pilotes de télécentres communautaires dans les pays en développement. Les résultats de ces projets ont été étudiés pour en tirer des leçons et les dupliquer ultérieurement de façon optimale, , , , ,. De nombreux télécentres se sont alors développés dans les pays en développement.
Les années 2000 ont vu l'émergence d'un mouvement plus global de télécentres à la fois dans les pays industrialisés et dans les pays en développement. Cette nouvelle vague correspondait à la diffusion progressive de la téléphonie mobile et de l’Internet. D'une part, l'utilisation des lignes de téléphone fixe dans les télécentres a diminué en raison de l'utilisation de plus en plus générale des téléphones mobiles même dans les catégories populaires de la population. D'autre part, des télécentres se sont orientés sur la fourniture de l'accès à Internet.
La nouvelle décennie est caractérisée par l'émergence des accès à l'Internet à haut débit et les télécentres s'orientent sur l'aide à l'utilisation de ces services dans  différents domaines.

## Types de télécentres selon l’objectif et le statut
- Des télécentres ont un statut d’entreprise privée avec l’objectif de faire du profit pour son propriétaire. Ces télécentres offrent une gamme d’activités rentables et sont situés dans les quartiers où une clientèle suffisante est disponible à proximité. Les cybercafés appartiennent à cette catégorie.
- D’autres télécentres ont un statut d’association et fonctionnent selon les règles du secteur privé, mais ils n’ont pas de but lucratif et ont pour objectif de servir la communauté correspondant à cette association dont les responsables assurent la gestion du télécentre. Le télécentre peut être géré comme une entité autonome ou faire partie de la structure de l’association.
- D’autres télécentres ont un statut d’institution publique et sont placés sous la responsabilité des autorités territoriales. Ils sont subventionnés par des fonds du budget public, avec éventuellement l’aide de donateurs. Leur objectif est exclusivement de contribuer aux missions de service public dans la zone concernée. Cette catégorie a connu de nombreux projets soutenus par les institutions internationales[12]. Mais dans ce cas, le challenge de ces télécentres est de survivre quand les institutions internationales se retirent. Cette catégorie a connu un large succès en Amérique latine.

## Types de télécentres selon le contexte économique
Dans les pays industrialisés, des télécentres communautaires sont principalement installés dans des zones rurales isolées pour offrir les services de base (télécottages). Des types nouveaux de télécentres sont offerts en milieu urbain à partir des bibliothèques ou médiathèques (espace public numérique). Leur objectif vise l’apprentissage des outils numériques et l’accès aux contenus culturels.
Dans les pays en développement, les télécentres visent à offrir des accès aux services de base pour les personnes qui n’ont pas les ressources suffisantes pour avoir des accès individuels et ces télécentres se développent en milieu urbain aussi bien qu’en milieu rural (mais dans des agglomérations de taille suffisante pour garantir une viabilité) , ,.

## Rôle de service public des télécentres
Dans des zones rurales, il est très important d’utiliser les technologies de l’information et de la communication pour améliorer les conditions de vie de la population et pour offrir un environnement propice aux petites et moyennes entreprises locales. Compte tenu du coût plus élevé des investissements pour les infrastructures des télécommunications en zones rurales et des coûts plus élevés d’exploitation et de maintenance de ces équipements, les zones rurales sont généralement sous-équipées en matière d'accès aux télécommunications et à Internet, en particulier dans les pays en développement. Il est alors intéressant de mutualiser les accès aux systèmes informatiques et de communication de façon à offrir une gamme très variée de services complémentaires : bibliothèque, médiathèque , ,.
Les télécentres communautaires peuvent servir de point d’appui en utilisant le local pour des services de téléenseignement et de télémédecine ou de l’e-administration (par exemple en facilitant l’établissement de formalités administratives et déclaration d’impôts, ..). Des services complémentaires de conseil peuvent être fournis aux professionnels et aux petites entreprises locales.
Le dilemme entre profit et mission de service public des télécentres a fait l’objet de nombreux débats parmi les experts des institutions internationales. D'une part, les cybercafés, les téléboutiques ou télékiosques sont à but lucratif joue un rôle pour soutenir les activités dans leurs domaines en fournissant des services utiles pour d'autres petites entreprises et apporter un peu de confort aux personnes. Mais la recherche de la rentabilité peut amener les télécentres de ce type à délaisser certaines activités utiles pour la population mais non rentables (assistance et formation par exemple) et à délaisser des zones rurales ou défavorisées. D'autre part, les télécentres communautaires sans but lucratif doivent être gérés comme de petites entreprises pour assurer un développement durable. Trop de télécentres communautaires ont disparu parce qu'ils n'ont pas eu cette «approche entrepreneuriale». Pour cette catégorie, la rentabilité n’est pas un objectif mais une condition indispensable pour maintenir durablement le meilleur service public en fonction des besoins de la communauté ,.
Le coût élevé des charges à payer aux opérateurs de télécommunications et aux fournisseurs d'accès à Internet est un frein au déploiement des télécentres visant une mission de service public dans les zones rurales et défavorisées.

## Types de services offerts les télécentres
La gamme de services offerts par les télécentres est très variable selon les pays et varie aussi en fonction de l’évolution du marché et des technologies. D’autre part, pour assurer une viabilité suffisante, les télécentres doivent souvent avoir recours à une certaine polyvalence pour compléter les services qui relèvent d’une mission de service public par des services marchands. Les services couvrent les besoins des particuliers et des petites entreprises locales qui sont très variables selon le contexte local ou national.

### Les services de base d’un télécentre
- Service téléphonique (avec la Voix sur IP avec une connexion Internet)
- Service d’accès à Internet (de préférence à haut débit, ce qui n’est pas évident dans les pays en développement)
- Mise à disposition d’ordinateurs avec logiciels, imprimantes et scanners.

### Les services complémentaires les plus courants
- Services de bureautique (fax, photocopies, transfert de fichiers à partir de clés USB, de tablettes ou de smartphones, dactylographie, travaux de secrétariat, saisie de données, aide aux formalités commerciales et administratives)
- Services de publication assistée par ordinateur, impression de documents et de photos
- Services de formation de base aux TIC
- Services d’information et assistance pour la mise en œuvre des services professionnels avec des applications spécialisées pour des agriculteurs, des artisans, des pêcheurs en relation avec les fournisseurs et les clients.

### Polyvalence
Certains pays mutualisent le télécentre et l’agence postale dans les bourgades rurales, ce qui permet de développer le concept de e-poste pour assurer des services bancaires et de commerce en ligne (la poste assurant dans ce cas à la fois le transfert des colis entre expéditeur et récepteur et le paiement du bien fourni).
Exemple : Le projet Cyberkiosk de la SONAPOST au Burkina Faso consiste à installer des accès à Internet dans les bureaux de poste.
Parfois, la polyvalence d’un télécentre peut être étendue à des services de ventes de produits de consommation (boissons à consommer sur place, journaux, consommables bureautiques et informatiques, vente de recharges pour les mobiles prépayés…)

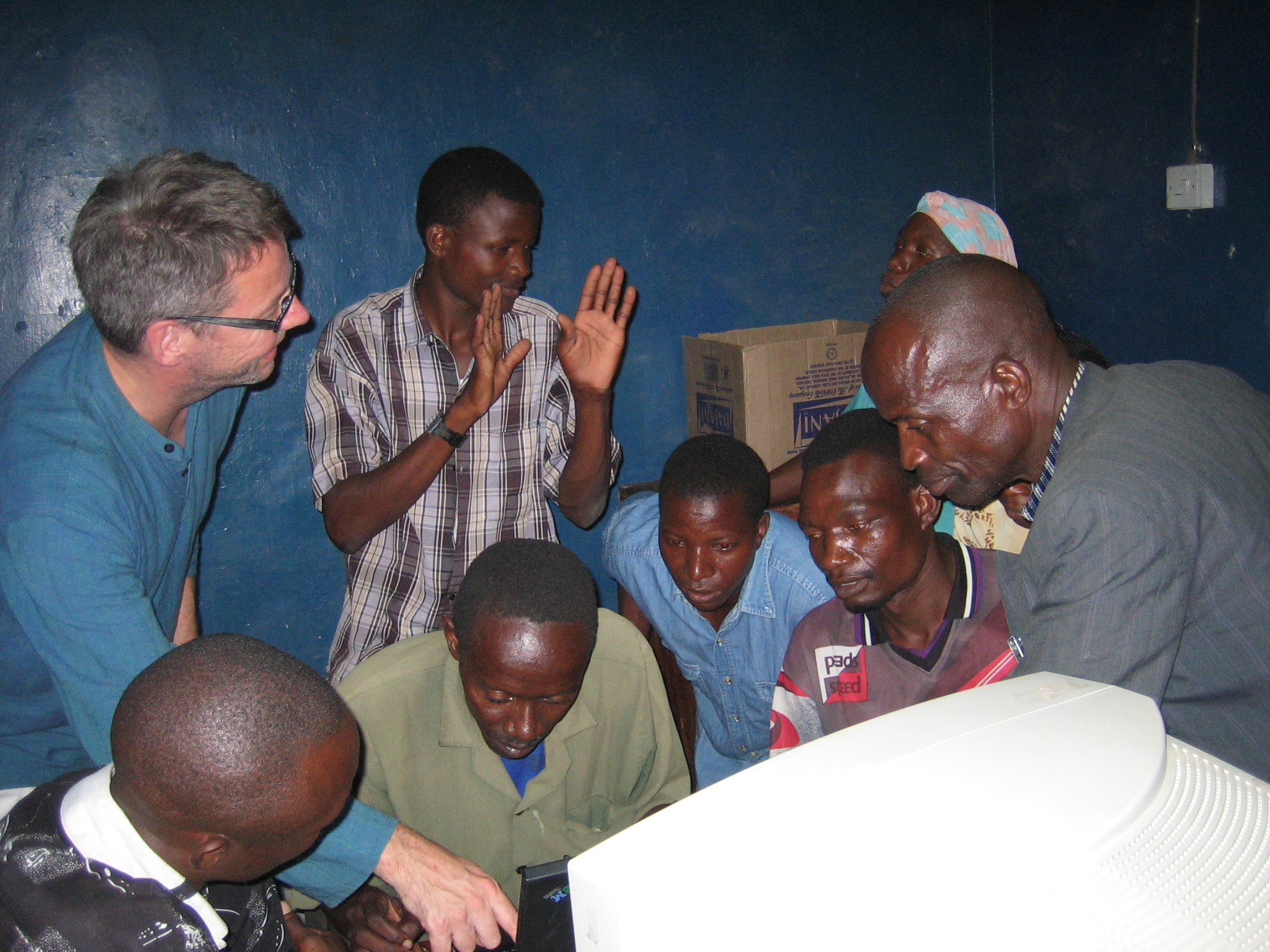
Installation d'un télécentre par l'International Institute for Communication and Development en Tanzanie en 2008.

## Mise en œuvre et fonctionnement
Un Télécentre est géré par une personne qualifiée et compétente qui maintient les équipements et assure l'assistance auprès de usagers. Selon l’importance du télécentre, il peut y avoir plusieurs personnes plus ou moins spécialisées.
Exemple de personnel pour un télécentre communautaire: 
- Le responsable du télécentre chargé de la gestion doit avoir des compétences de gestion
- Un ou plusieurs agents ayant des compétences techniques pour assurer la maintenance des équipements et la mise à jour des logiciels et pour aider les clients du télécentre dans l’utilisation des services offerts.
- Un animateur qualifié avec un rôle d'assistance et de formation avec des aptitudes pour l’enseignement et le soutien à des personnes non habituées aux TIC. Cet agent devrait également animer des stages de formation aux membres de la communauté.
- Un employé pour collecter l'argent des services facturés en fonction du temps utilisé par les clients.

## Question de genre: l’enjeu des télécentres pour les femmes
Les statistiques internationales ont fait apparaître un moindre niveau d'utilisation des TIC par les femmes que par les hommes. De nombreux projets ont été menés dans les pays en développement pour permettre aux femmes de mieux utiliser les nouvelles technologies de communication. Plusieurs projets ont été menés par des institutions internationales pour aider les femmes à mieux maîtriser l’utilisation des TIC en s’appuyant sur les télécentres communautaires. Certains télécentres communautaires ont été établis spécialement à l'intention des femmes par des associations féminines.
Richard Fuchs avait recommandé de confier l'animation d'un télécentre communautaire à une femme pour mieux mettre en confiance les personnes qui ne sont pas du tout familiarisées avec les TIC et pour mieux aider ces personnes à obtenir les  résultats dont elles ont besoin. Richard Fuchs avait exprimé cette fameuse recommandation : "the right man for this job is a woman" (l'homme qu'il faut pour tenir ce travail est une femme).
Cependant, Anita Gurumurthy constate que les premières expériences de télécentres n’ont pas réussi à améliorer la fréquentation des télécentres par les femmes. Anita Gurumurthy  explique que l’accent était trop mis sur les questions techniques de l’accès aux outils et qu’il fallait davantage mettre l’accent sur les contenus et les services offerts, les TIC étant seulement un véhicule à l’usage des services alors qu’ils étaient considérés comme une fin en soi. Anita Gurumurthy déclare :
- « l'expérience sur le terrain montre que le recrutement d'un personnel féminin dans les télécentres ne garantit pas automatiquement un meilleur accès des femmes dans la communauté. Une évaluation des télécentres financée dans le cadre du programme Acacia en Afrique indiquait que les femmes représentent moins d'un usager sur trois des télécentres, même lorsque des formatrices et animatrices et des matériels de formation orientés femmes étaient disponibles »
- « Il est crucial, pour rendre les télécentres utiles aux yeux des femmes, de trouver des contenus appropriés qui aident les femmes à dénicher de meilleures opportunités économiques, éducatives et autres ».
- « La façon dont les hommes et les femmes s'impliqueront dans les processus locaux pour déterminer ce qui leur est utile et la manière dont les connaissances locales des femmes et leurs problèmes, centres d'intérêt et droits seront pris en compte dans la production et la diffusion des contenus contribueront au changement, des relations de genre notamment ».
- « Le problème de fond pour toucher les femmes pauvres n'est pas de trouver des modèles rentables mais de créer un ensemble de services et de produits véhiculés par la technologie qui permettent aux femmes de participer aux opportunités émergentes. »

Le fameux projet Grameen Telecom mis en œuvre par Muhammad Yunus au Bangladesh consistait à offrir un microcrédit à une « dame du téléphone du village » lui permettant d’acheter un téléphone mobile qu’elle exploitait ensuite pour vendre des communications téléphoniques aux villageois. Ce projet a connu un succès immense et a valu le prix Nobel à Muhammad Yunus en 2006. 
Près de 400 000 microcrédits ont été distribués par la Grameen Bank pour ce projet.
Le Sommet mondial sur la société de l'information (Genève 2003) a exprimé une série de principes dont le no 12 est : "Nous affirmons que le développement des TIC offre des chances immenses aux femmes, qui devraient faire partie intégrante de la société de l'information et en être des acteurs clefs. Nous sommes résolus à faire en sorte que la société de l'information favorise l'autonomisation des femmes et leur participation pleine et entière, à égalité avec les hommes, dans toutes les sphères de la société, à tous les processus de prise de décision. Nous devrions favoriser l'égalité entre les hommes et les femmes et, à cette fin, utiliser les TIC comme outil. L'UIT a soutenu un projet visant à créer un réseau d’au moins 100 télécentres communautaires polyvalents (TCP), gérés par des femmes, dans 20 pays africains.